# Amalie Volz

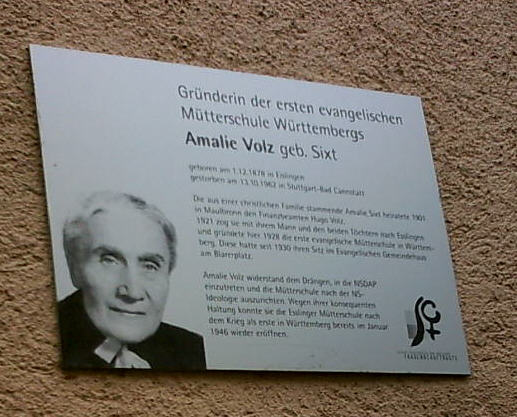
Gedenktafel für Amalie Volz

Amalie Volz geb. Sixt (* 1. Dezember 1878 in Eislingen/Fils; † 13. Oktober 1962 in Stuttgart-Bad Cannstatt) war die Gründerin der ersten evangelischen Mütterschule Württembergs.
Die Fabrikantentochter heiratete 1901 Hugo Volz, einen Finanzbeamten, mit dem sie zwei Töchter und einen Sohn bekam. 1921 zog die Familie nach Esslingen am Neckar, wo Amalie bald im evangelischen Volksbund aktiv wurde. 1928 gründete sie die erste evangelische Mütterschule in Württemberg, die aber Frauen aller Bekenntnisse offenstand. Ab 1930 hatte sie ihren Sitz im evangelischen Gemeindehaus am Blarerplatz, wo heute eine Gedenktafel an ihr Wirken erinnert. 1934 zog sich Amalie Volz aus der Tätigkeit in der Mütterschule zurück, nachdem von ihr verlangt worden war, ihre Arbeit an der Ideologie der Nationalsozialisten auszurichten und in die NSDAP einzutreten. Die amerikanische Militärregierung erteilte ihr bald nach dem Zweiten Weltkrieg die Genehmigung, die Mütterschule wiederzueröffnen, die zwischenzeitlich von der NS-Frauenschaft übernommen worden war.
Ihre Tochter Lenore Volz  war eine der ersten Frauen, die als Pfarrerin in der evangelischen Landeskirche Württemberg predigen durften.